# P43
Il P43 era un carro armato pesante italiano, rimasto allo stadio di progetto e sviluppato successivamente al carro P26/40. Di esso rimangono alcune fotografie che mostrano il suo modello di legno in scala 1:10.

## Caratteristiche
Il P43 o P30/43 venne sviluppato da FIAT ed Ansaldo contemporaneamente al P26/40, del quale doveva essere una versione più pesante. Il mezzo infatti sarebbe dovuto pesare 30 tonnellate e avrebbe montato un motore da 420 hp. Il cannone era il medesimo del P.26 - il pezzo da 75/34 mm. Tuttavia ancora in fase di progettazione venne proposto uno da 90/42 derivato dall'antiaereo da 90/53, o il pezzo da 105/40 (modifica del 105/25 mm poi montato sui semoventi).

## I due P43 bis
Esiste una fotografia del P43 come modello in legno (e probabilmente in scala ridotta) assieme ad altri modellini di un P40 e del P43 bis (noto anche come P35/43), da 30 tonnellate con cannone che sembra potesse essere una versione alleggerita del pezzo da 90/53.
Nella stessa foto vi è un modellino di una versione del Panzer V Panther tedesco leggermente più piccola e con cannone probabilmente da 90/53. Sembra che anche questo modellino abbia ricevuto la sigla P43 bis (forse per la constatata impossibilità di arrivare in tempi brevi alla produzione del P43 bis con pezzo da 90 mm).